# Stortjärnen (Skellefteå socken, Västerbotten, 718432-173482)
Stortjärnen är en sjö i Skellefteå kommun i Västerbotten och ingår i Bureälvens huvudavrinningsområde.